# Lindsey Vonn
Lindsey Caroline Vonn (* 18. Oktober 1984 als Lindsey Caroline Kildow in Saint Paul, Minnesota) ist eine US-amerikanische Skirennläuferin. Sie gehört zu den besten Athletinnen des alpinen Skisports und wurde in den Saisons 2007/08, 2008/09, 2009/10 und 2011/12 Gesamtweltcupsiegerin. Hinzu kommt der 16-malige Gewinn einer Weltcup-Disziplinenwertung. Sie ist Olympiasiegerin in der Abfahrt und gewann bei Weltmeisterschaften bisher zweimal Gold, dreimal Silber und dreimal Bronze. Vonn startet in allen Disziplinen, am erfolgreichsten ist sie in der Abfahrt. Sie gehört seit Oktober 2011 auch dem kleinen Kreis jener Läuferinnen an, die in allen fünf Disziplinen Weltcupsiege feierten. Mit bisher 82 Erfolgen ist sie hinter Mikaela Shiffrin die zweiterfolgreichste Skirennläuferin der Weltcupgeschichte. Am 18. Januar 2015 überbot sie mit ihrem 63. Sieg den 35 Jahre lang währenden Rekord von Annemarie Moser-Pröll und übernahm die Führung in der ewigen Bestenliste des Damenweltcups. Ihr Rekord wurde von Shiffrin im Januar 2023 eingestellt und überboten.
Im November 2024 kündigte sie nach fünfeinhalb Jahren ihr Comeback im Weltcup an.

## Biografie

### Jugendjahre
Lindsey Vonn wuchs zusammen mit zwei Brüdern und zwei Schwestern (die Brüder und Laura sind Drillinge) bei ihren Eltern in Burnsville auf, einem südlichen Vorort von Minneapolis. Sie erlernte im Alter von zwei Jahren das Skifahren auf dem Buck Hill, einem 93 Meter hohen Hügel unweit ihres Wohnorts. Ihr Vater Alan Kildow, Rechtsanwalt und früherer US-amerikanischer Jugendmeister, erkannte das Talent seiner Tochter. Er ließ sie dort von Erich Sailer trainieren, einem gebürtigen Österreicher, aus dessen Skirennschule unter anderem auch Kristina Koznick hervorgegangen ist.
Jeweils im Winter nahm Vonn in Colorado an einem speziellen, von Sailer organisierten Förderungskurs teil. Als sie elf Jahre alt war, leitete der Vater die Übersiedlung der gesamten Familie in den Wintersportort Vail (Colorado) in die Wege, um seine Tochter noch gezielter fördern zu können. 1997 gewann sie den Riesenslalom des Whistler Cups und 1999 siegte sie als erste Nordamerikanerin überhaupt beim Trofeo Topolino in Italien. Trotz der frühen Erfolge hatte der große Ehrgeiz des Vaters auch negative Auswirkungen: Die Ehe der Eltern wurde geschieden und das Verhältnis zum Vater war so stark zerrüttet, dass sie jeglichen Kontakt mit ihm mied. Sie warf ihm vor, er sei ganz auf ihre spätere Karriere fixiert gewesen und habe ihr keine Zeit für andere Interessen gelassen. Seit der Trennung von ihrem Ehemann Thomas Vonn im Jahr 2011 besserte sich das Verhältnis allerdings stetig, mittlerweile haben sie wieder regelmäßigen Kontakt, der Vater besucht sie auch bei diversen Skirennen.

### Karrierebeginn
Der frühere US-amerikanische Mannschaftstrainer Chip Wood förderte ihr Talent für die schnellen Disziplinen Abfahrt und Super-G. Im November 1999 nahm sie erstmals an FIS-Rennen und an Rennen des Nor-Am Cups teil. Als 15-Jährige wurde sie Zweite der US-Abfahrtsmeisterschaft, es folgten die ersten Einsätze bei Juniorenweltmeisterschaften. Im April 2000 gewann sie ihr erstes FIS-Rennen, im November 2000 das erste Nor-Am-Rennen.
Am 18. November 2000 nahm Vonn zum ersten Mal an einem Weltcuprennen teil, beim Slalom von Aspen konnte sie sich jedoch nicht für den zweiten Durchgang qualifizieren. Auch bei den vier folgenden Slalom-Einsätzen im Weltcup gelang ihr das nicht. In der Saison 2001/02 folgten sporadische Weltcupeinsätze in allen Disziplinen. Die ersten Weltcuppunkte gewann sie am 15. Dezember 2001 mit Platz 26 beim Super-G von Val-d’Isère.
Vonn qualifizierte sich für die Olympischen Winterspiele 2002. In der Kombination fuhr sie auf den sechsten Platz und unterbot damit ihre bisherige Bestleistung im Weltcup deutlich. Spätestens ab diesem Zeitpunkt galt sie als eines der hoffnungsvollsten US-amerikanischen Skitalente. Aufgrund kleinerer Verletzungen blieb in der Saison 2002/03 die erhoffte Steigerung im Weltcup noch aus. Vonn schaffte auch nicht die Qualifikation für die Weltmeisterschaften 2003. Sie gewann jedoch bei den Juniorenweltmeisterschaften mit dem zweiten Platz in der Abfahrt ihre erste Medaille.

### Aufstieg zur Weltspitze

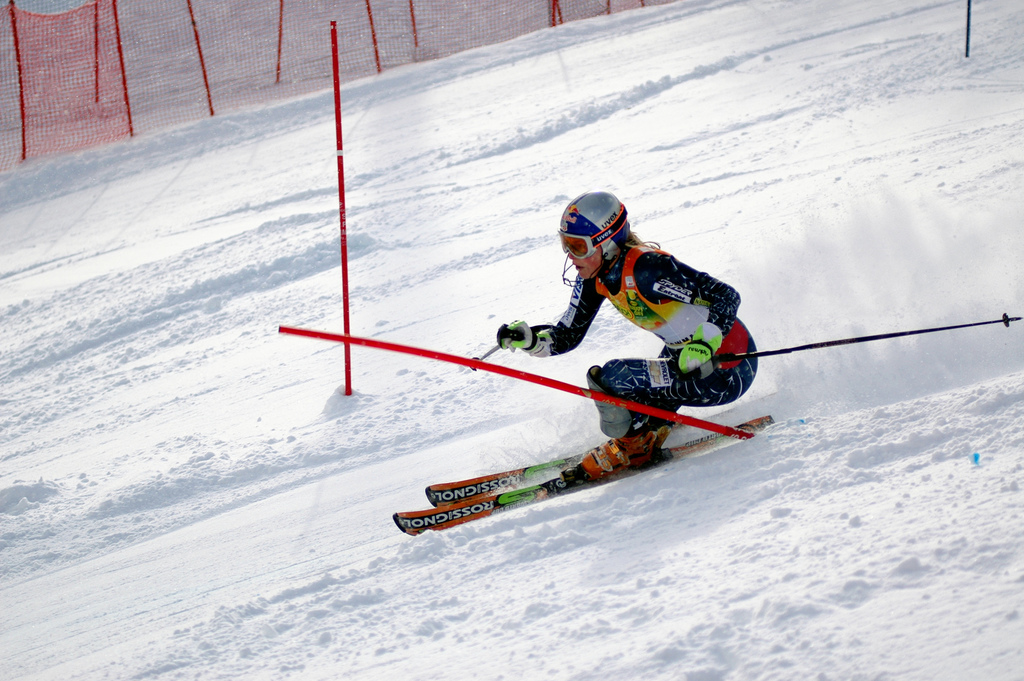
Lindsey Vonn in Aspen, 2006

Der endgültige Durchbruch gelang Vonn in der Saison 2003/04. So fuhr sie am 17. Januar 2004 auf der Tofana in Cortina d’Ampezzo, einer der schwersten Abfahrten der Welt, auf den dritten Platz und erzielte damit ihren ersten Weltcup-Podestplatz. Hinzu kamen zwei weitere Medaillen bei den Juniorenweltmeisterschaften 2004 in Maribor (Silber in der Abfahrt, Bronze im Riesenslalom) sowie zwei US-amerikanische Meistertitel in denselben Disziplinen. Am 3. Dezember 2004 siegte Vonn erstmals in einem Weltcuprennen, der Abfahrt von Lake Louise. Mit fünf weiteren Podestplätzen etablierte sie sich endgültig in der Weltspitze. Bei den Weltmeisterschaften 2005 verpasste sie die Medaillenränge knapp, sie wurde in der Abfahrt sowie in der Kombination jeweils Vierte.
Nach zwei weiteren Siegen zu Beginn der Weltcupsaison 2005/06 gehörte sie zu den meistgenannten Favoritinnen für einen Medaillengewinn bei den Olympischen Winterspielen 2006. Beim Training auf der Banchetta-Piste in San Sicario stürzte sie aber schwer und musste per Hubschrauber in ein Krankenhaus in Turin geflogen werden. Entgegen ersten Befürchtungen zog sie sich lediglich heftige Prellungen zu. Unter starken Schmerzen nahm sie an den olympischen Rennen teil; ihr gelang ein siebter Platz im Super-G und ein achter Platz in der Abfahrt, wofür sie mit dem U.S. Olympic Spirit Award ausgezeichnet wurde.
In der Weltcupsaison 2006/07 konnte sie drei Rennen für sich entscheiden. Bei den Weltmeisterschaften 2007 in Åre gewann sie im Super-G und in der Abfahrt die Silbermedaille, jeweils hinter der überlegenen Anja Pärson. Beim Slalomtraining in Åre erlitt sie einen Anriss am Kreuzband, so dass sie die Saison vorzeitig beenden musste. Am 29. September 2007 heiratete sie in Deer Valley bei Park City ihren langjährigen Freund, den ehemaligen Skirennläufer Thomas Vonn (* 1975). Seitdem fährt sie nicht mehr unter ihrem Geburtsnamen Kildow, sondern unter dem Nachnamen ihres Ehemannes. Dieser wiederum gehörte bis zur Trennung Ende 2011 zu ihrem Betreuerstab.
Zu Beginn der Saison 2007/08 gelang ihr mit dem Sieg in der Abfahrt von Lake Louise ein erfolgreiches Comeback. Sie hatte sich keiner Knieoperation unterzogen und fuhr weiterhin mit angerissenem Kreuzband. In diesem Winter feierte sie fünf Abfahrtssiege, oft mit großem Zeitvorsprung auf die Zweitplatzierte, und entschied den Abfahrtsweltcup bereits beim drittletzten Rennen der Saison für sich. Sie war in dieser Disziplin nie schlechter klassiert als auf Platz fünf. Schon vor dem letzten Rennen der Saison stand sie als Siegerin des Gesamtweltcups fest. Sie war die zweite US-Amerikanerin nach Tamara McKinney (Saison 1982/83), der dies gelang.

### Beginn ihrer Dominanz
Zu Beginn der Saison 2008/09 feierte Vonn in Levi ihren ersten Slalomsieg (mit zwei Laufbestzeiten), womit ihr nur noch ein Sieg im Riesenslalom fehlte, um zum kleinen Kreis der Siegerinnen in allen Disziplinen zu gehören. Im Slalom folgten ein zweiter Sieg und drei weitere Podestplätze, im Riesenslalom erreichte sie mit dem vierten Platz in Aspen ihr bisher bestes Ergebnis. Sie gewann zwei Abfahrten und im Super-G vier Rennen hintereinander.
Bei den Weltmeisterschaften 2009 in Val-d’Isère wurde Vonn ihrer Favoritenrolle gerecht und gewann sowohl in der Abfahrt als auch im Super-G die Goldmedaille. In der Super-Kombination führte sie nach dem Abfahrtslauf, beging jedoch im Slalom einen Torfehler und wurde (als vorerst Zweitplatzierte) disqualifiziert. Bei der Siegesfeier für die WM-Abfahrt schnitt sie sich an einer zersplitterten Champagnerflasche die Beugesehne am Daumen durch, die genäht werden musste. Den Riesenslalom konnte sie nicht bestreiten, beim WM-Slalom ging sie gehandicapt an den Start und fiel im zweiten Durchgang aus.
Vonn wurde mit ihrem Sieg im Super-G von Tarvis am 22. Februar zur erfolgreichsten US-Läuferin der alpinen Weltcup-Geschichte (bisher war es Tamara McKinney mit je 9 Siegen in Slalom und Riesentorlauf) und krönte die Saison 2008/09, als sie bereits drei Rennen vor Schluss zum zweiten Mal in Folge den Gesamtweltcup klar gewann. Sie hatte sich in dieser Saison zur komplettesten Allrounderin entwickelt. Sie gewann zum zweiten Mal den Abfahrtsweltcup, dazu noch den Weltcup im Super-G, wurde im Super-Kombinationsweltcup Zweite, im Slalomweltcup Dritte und im Riesenslalomweltcup Achte. Bei insgesamt 34 ausgetragenen Weltcuprennen feierte sie neun Siege, sie war 16 Mal auf dem Podest und fuhr 26 Mal unter die ersten Zehn. Von der Internationalen Vereinigung der Ski-Journalisten (AIJS) wurde sie 2009 mit dem Skieur d’Or ausgezeichnet.

### Olympiagold und dritter Gesamtweltcupsieg in Folge
Vor der Saison 2009/10 wechselte Vonn ihren Ausrüster. Ihr bisheriger Partner Rossignol sah sich angesichts der Wirtschaftskrise dazu gezwungen, das Fixgehalt sämtlicher Athleten um die Hälfte zu kürzen. Vonn akzeptierte diese Entscheidung nicht und wechselte daraufhin zu Head. Sie wechselte überdies als erste Frau im alpinen Weltcup von Frauen- auf Männerski, die nach Meinung von Fachleuten schwieriger zu fahren sind und eine bessere Athletik erfordern. Außerdem ist die Verletzungsgefahr höher.
Vonn war erneut die erfolgreichste Skiläuferin, vor allem in den Speed-Disziplinen. In der Abfahrt gewann sie sechs von acht Rennen, davon fünf in Folge. Im Super-G feierte sie vier Siege, davon drei in Folge, und war in allen Saisonrennen auf dem Podest. Vonn gewann eine der beiden ausgetragenen Super-Kombinationen und war einmal Dritte. In den technischen Disziplinen konnte sie jedoch nicht an die Erfolge aus dem Vorjahr anschließen. Im Riesenslalom schied sie in fünf von sieben Rennen aus, als bestes Ergebnis stand ein neunter Platz zu Buche. Eine ähnlich hohe Ausfallquote hatte sie im Slalom, als Zweite in Levi stand sie aber einmal auf dem Podest.

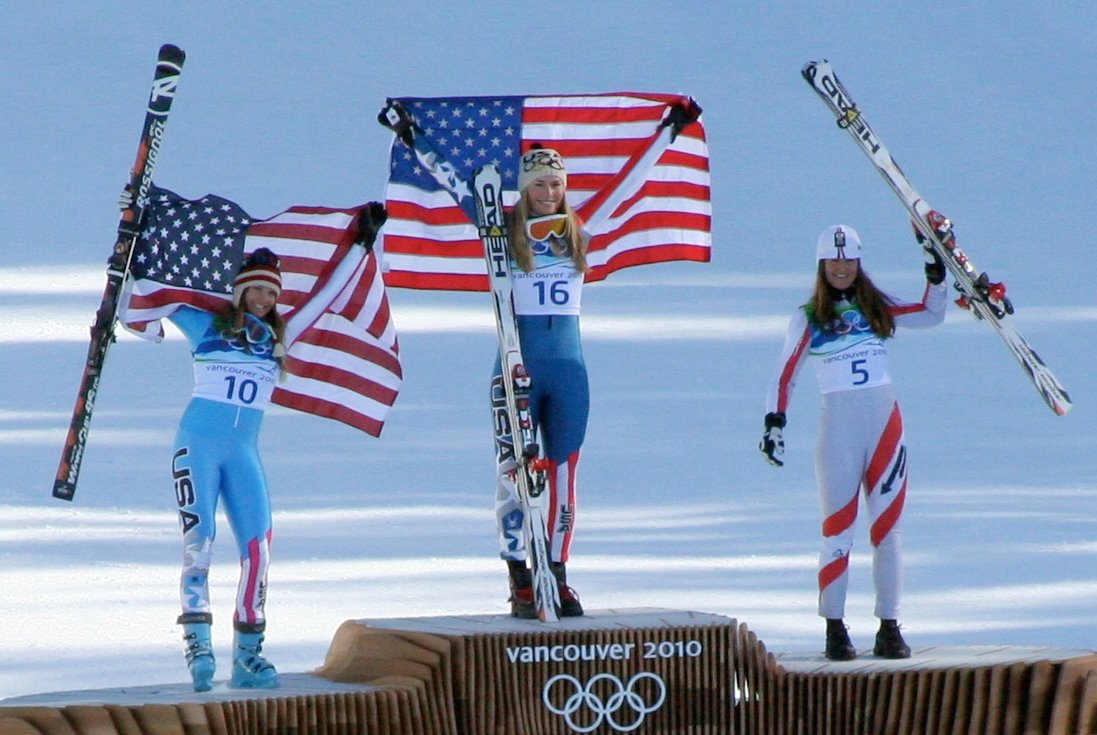
Siegerehrung Abfahrt, Olympische Winterspiele 2010 (von links): Julia Mancuso, Lindsey Vonn und Elisabeth Görgl

Beim Saisonhöhepunkt, den Olympischen Winterspielen 2010 in Vancouver, gewann Vonn vor ihrer Teamkollegin Julia Mancuso die Goldmedaille in der Abfahrt. Hinzu kam die Bronzemedaille im Super-G. In den übrigen Rennen schied sie hingegen aus, wobei sie in der Super-Kombination nach dem Abfahrtsteil noch geführt hatte und sich bei ihrem Sturz im Riesenslalom bei schlechter Sicht einen Finger brach. Vonn hatte in der Woche vor den Olympischen Spielen beim Slalomtraining eine schmerzhafte Schienbeinprellung erlitten und war unsicher, ob ein Start möglich sein würde. Zugute kamen ihr dann aber die Rennverschiebungen, die eine längere Regenerationszeit ermöglichten.
In dieser Saison zog sich Vonn mehrere leichte Verletzungen zu, beispielsweise einen Fingerbruch im Olympia-Riesenslalom oder eine starke Handprellung in Lienz und schließlich auch beim Weltcupfinale in Garmisch-Partenkirchen, wo sie im Riesenslalom eine Knieprellung erlitt. Dennoch entschied sie zum dritten Mal in Folge den Gesamtweltcup. Außerdem gewann sie zum dritten Mal in Folge den Abfahrts-Weltcup, zum zweiten Mal in Folge den Weltcup im Super-G und zum ersten Mal den in der Super-Kombination. Damit gewann sie als erste Frau vier Weltcupwertungen in einer Saison. Sie erreichte in dieser Saison 17 Podestplätze und elf Siege. Mehr Rennen in einer Saison hatte zu jenem Zeitpunkt nur Vreni Schneider gewonnen – 14 in der Saison 1988/89. Zudem gelang es Vonn in Haus im Ennstal drei Rennen an drei aufeinander folgenden Tagen zu gewinnen (zwei Abfahrten und ein Super-G), was zuvor nur Katja Seizinger 1997 in Lake Louise gelungen war.

### Knapp verlorenes Duell gegen Maria Riesch

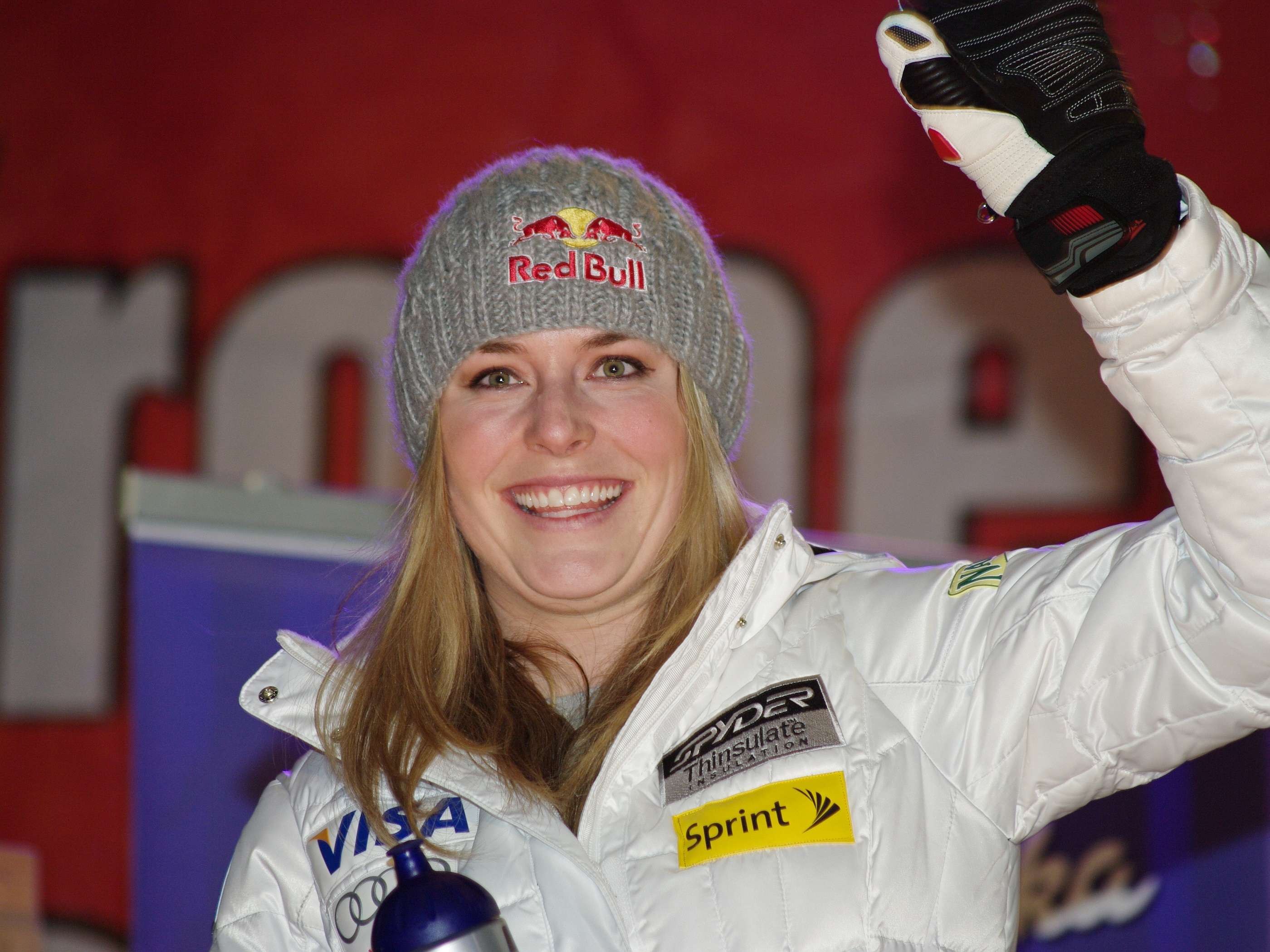
Lindsey Vonn, 2011

Während Vonn in den drei vorangegangenen Wintern im Gesamtweltcup bereits frühzeitig eine Vorentscheidung herbeigeführt hatte, erhielt sie in der Saison 2010/11 starke Konkurrenz durch die Deutsche Maria Riesch. Beispielsweise musste sie sich dieser bei den beiden Abfahrten von Lake Louise, wo sie die letzten fünf Abfahrten in Folge gewonnen hatte, geschlagen geben. Doch bei den fünf Abfahrten bis Ende Januar war sie nie schlechter als Dritte, bei den vier Super-G-Rennen nie schlechter als Zweite. In den technischen Disziplinen konnte sie das hohe Niveau der Vorjahre nicht halten. Sie schied im Slalom viermal in Folge aus, wodurch Riesch in der Gesamtwertung einen recht großen Vorsprung herausholen konnte.
In der Woche vor den Weltmeisterschaften 2011 zog sich Vonn bei einem Sturz im Training eine Gehirnerschütterung zu. Sie verzichtete deshalb auf einen Start beim Weltcupslalom von Zwiesel. Beim Super-G der WM in Garmisch-Partenkirchen fuhr sie auf den siebten Platz, erstmals seit zwei Jahren stand sie in dieser Disziplin nicht auf dem Podest. Nachdem Vonn in der Super-Kombination nicht zum Slalom angetreten war, gewann sie in der Abfahrt die Silbermedaille; sie verzichtete bei Slalom und Riesenslalom auf einen Start, um sich für die ausstehenden Weltcuprennen zu schonen.
Nach den Weltmeisterschaften startete Vonn eine Aufholjagd im Weltcup: Mit durchweg besseren Leistungen konnte sie den Rückstand auf Riesch in der Gesamtwertung kontinuierlich verringern. Bei den drei Rennen Anfang März in Tarvis entschied sie in Abfahrt, Super-G und Super-Kombination die Disziplinenwertung für sich. Beim Weltcupfinale in Lenzerheide übernahm sie nach der Abfahrt mit 27 Punkten Vorsprung die Führung in der Gesamtwertung. Nach dem Slalom (der Super-G fiel witterungsbedingt aus) zog Riesch mit drei Punkten Vorsprung wieder an ihr vorbei. Da auch der abschließende Riesenslalom abgesagt wurde, konnte Vonn den knappen Rückstand nicht mehr wettmachen.

### Vierter Gesamtweltcupsieg
Zu Beginn der Weltcup-Saison 2011/12 im Oktober 2011 in Sölden gewann Vonn erstmals einen Riesenslalom, womit sie Weltcupsiege in allen fünf Disziplinen vorweisen kann. Am 27. November gab sie nach dem Slalomrennen in Aspen die bevorstehende Scheidung von ihrem Ehemann Thomas bekannt. Anfang Dezember standen wieder ihre sportlichen Leistungen im Mittelpunkt: Mit drei Siegen bei den drei Rennen in Lake Louise (zwei Abfahrten, ein Super-G) hatte sie bis dato elf Siege an ein und demselben Weltcuport erzielt und damit Renate Götschls Rekord (zehn Siege in Cortina) gebrochen. Ebenfalls noch im Dezember gewann Vonn den Super-G von Beaver Creek; es war ihr erster Sieg bei einem Weltcuprennen in ihrem Heimatland. Mit ihrem Sieg im Super-G von Cortina am 15. Januar 2012 egalisierte sie Götschls Rekord als Läuferin mit den meisten Weltcupsiegen im Super-G (17) und überholte sie in der Wertung der Läuferinnen mit den meisten Weltcupsiegen insgesamt – vor ihr lagen nun nur noch Annemarie Moser-Pröll (62 Siege) und Vreni Schneider (55 Siege).
Am 4. Februar gelang Vonn beim Abfahrtsrennen von Garmisch-Partenkirchen der 50. Weltcupsieg. Beim drittletzten Abfahrtsrennen der Saison in Krasnaja Poljana sicherte sie sich am 18. Februar 2012 vorzeitig den Sieg in der Disziplinenwertung. Als die Super-Kombination am selben Ort abgesagt wurde, stand sie zum dritten Mal auch als Siegerin der Kombinations-Disziplinenwertung fest. Fünf Rennen vor Saisonende entschied sie mit ihrem zweiten Riesenslalomsieg in Åre bereits zum vierten Mal den Gesamtweltcup. Vor dem Weltcupfinale in Schladming bestand für Vonn die realistische Möglichkeit, den Weltcup-Punkterekord von Hermann Maier (2000 Punkte in der Saison 1999/2000) zu brechen. Zunächst feierte sie in der Abfahrt ihren bereits zwölften Saisonsieg, womit sie ihre eigene Bestmarke aus der Saison 2009/2010 (elf Siege) noch überbot, danach entschied sie zum vierten Mal in Folge den Super-G-Weltcup für sich. Im vorletzten Rennen, dem Slalom, übertraf sie den von Janica Kostelić gehaltenen Saisonpunkterekord der Damen, der damals bei 1980 Punkten lag. Im abschließenden Riesenslalom hätte Vonn ein 13. Platz genügt, um Maiers Rekordmarke zumindest einzustellen. Aufgrund eines Stockverlusts direkt beim Start im zweiten Durchgang fuhr sie jedoch nur auf den 24. Platz.
Dennoch gewann Vonn in dieser Saison überlegen und zum vierten Mal in ihrer Karriere den Gesamtweltcup. Mehr Gesamtweltcupsiege bei den alpinen Damen konnte nur Annemarie Moser-Pröll mit sechs Erfolgen feiern. Außerdem gelang es Vonn zum zweiten Mal, vier der sechs Kristallkugeln in einer Saison zu gewinnen, was außer ihr sonst nur Hermann Maier gelungen ist (1999/2000 und 2000/01); erfolgreicher auf diesem Gebiet waren bisher nur Pirmin Zurbriggen, der 1986/87 den Gesamtweltcup und vier Disziplinenwertungen gewonnen hat (allerdings auch nur vier und nicht fünf Kugeln erhielt, weil für die Kombination damals keine vergeben wurde), und Jean-Claude Killy, der 1967 eine 100-%-Quote hatte und alle vier damals vergebenen Kugeln gewann.

### Krise, Erfolge und Verletzung
Im Oktober 2012 suchte Vonn beim Internationalen Skiverband FIS um eine Starterlaubnis beim Herren-Abfahrtslauf in Lake Louise an, um in direkter Konkurrenz zu den Herren antreten zu dürfen. Die FIS erteilte diesen Plänen bei ihrer Herbstsitzung Anfang November eine Absage, da ein Start in einem Rennen des anderen Geschlechts vom Reglement nicht vorgesehen ist.
Bei den ersten zwei Rennen der Saison punktete Vonn nicht – in Sölden schied sie im Riesenslalom aus und im Slalom in Levi verzichtete sie auf einen Start. Grund dafür war eine schwere Darminfektion in der ersten Novemberhälfte, die einen dreitägigen Krankenhausaufenthalt und einen markanten Gewichtsverlust zur Folge hatte. In der ersten Dezemberwoche gewann Vonn in Lake Louise beide Abfahrten und den Super-G, womit sie ihren Rekord auf 14 Weltcupsiege auf dieser Strecke steigerte. Außerdem gewann sie dort zum siebten Mal in Folge ein Rennen, was zuvor noch niemandem gelungen war. Zum dritten Mal gewann sie drei Rennen an drei aufeinanderfolgenden Tagen – ebenfalls eine Premiere im Weltcup. Sie überholte mit insgesamt 56 Weltcupsiegen Vreni Schneider, außerdem erzielte sie in der zweiten Abfahrt ihren 100. Podestplatz. Eine Woche später in St. Moritz schied sie in der Super-Kombination aus, gewann aber den Super-G. Am 14. Dezember stürzte Vonn in der Abfahrt von Val-d’Isère in die Fangnetze, blieb jedoch unverletzt. Erstmals seit Januar 2007 kam sie in dieser Disziplin nicht ins Ziel. Am selben Tag veröffentlichte das Magazin People ein Interview, in dem Vonn bekanntgab, dass sie seit Jahren an Depressionen leide.
Aufgrund der ungewohnten Schwäche in den technischen Disziplinen (in jener Saison bis zu diesem Zeitpunkt keine Platzierung im Slalom und ein 21. Platz als bestes Ergebnis im Riesenslalom) legte sie eine mehrwöchige Pause ein und ging erst Mitte Januar 2013 bei den Speed-Rennen in St. Anton wieder an den Start. Nach dem Sieg in der Abfahrt von Cortina d’Ampezzo siegte sie – angesichts des bisherigen Saisonverlaufs etwas überraschend – auch im Riesenslalom von Maribor. Am 5. Februar 2013 stürzte sie bei den Weltmeisterschaften in Schladming im Super-G schwer und zog sich einen Kreuzbandriss und einen Innenbandriss im rechten Knie zu. Damit war für sie die Saison vorzeitig beendet. Ein zunächst befürchteter Bruch des Schienbeinkopfes erwies sich bei einer zweiten Untersuchung als Haarriss. Obwohl sie an keinem Rennen mehr teilnehmen konnte, gewann sie den Abfahrtsweltcup mit einem Punkt Vorsprung auf Tina Maze. Vonn ist damit die erste Skirennläuferin überhaupt, die sechsmal in Folge dieselbe Disziplinwertung für sich entscheiden konnte.
Da ihre Rehabilitation nach eigenen Aussagen besser als erwartet verlief, wollte Vonn Ende Oktober 2013 beim ersten Saisonrennen in Sölden ihr Comeback geben. Drei Tage vor dem Rennen verzichtete sie auf die Teilnahme, um sich besser vorbereiten zu können. Im Training in Copper Mountain stürzte sie am 19. November heftig und erlitt dabei am operierten rechten Knie einen Teilabriss des Kreuzbandes. Eine erneute Operation sollte aber erst nach Saisonende vorgenommen werden. Schließlich stand sie am 6. Dezember in Lake Louise wieder am Start; während sie in der ersten Abfahrt auf den 40. Platz fuhr, steigerte sie sich zwei Tage später im Super-G auf Platz 5. Wenige Tage danach gab Vonn bekannt, eine neuerliche MRI-Untersuchung habe ergeben, dass das anfangs nur angerissene Kreuzband nun ganz durchgerissen sei. Am 7. Januar 2014 sagte sie schließlich ihre Teilnahme an den Olympischen Winterspielen in Sotschi ab. Anhaltende Schmerzen und Schwellungen am Knie machten eine Wiederaufnahme des Trainings unmöglich. Im Januar 2014 wurde sie erneut am rechten Knie operiert.

### Weg zurück zum Erfolg, Rekordjagd
Im Oktober 2014 startete Vonn wieder mit dem Schneetraining in Sölden. Das Comeback bei den Speedrennen in Lake Louise gelang: Einen Tag nach Rang acht in der ersten Abfahrt feierte sie bei der zweiten Abfahrt ihren insgesamt 15. Sieg in Lake Louise, es war gleichzeitig ihr 60. Sieg im Weltcup. Nachdem sie die Rennen in Åre ausgelassen hatte, um sich in den Speedrennen weiter zu verbessern, folgte in der Abfahrt von Val-d’Isère der 61. Sieg im Weltcup, der zugleich der 50. Podestplatz in einer Abfahrt war. Zudem ist sie dort mit vier Siegen an diesem Ort nun auch alleinige Rekordsiegerin. Beim Super-G stürzte sie, blieb jedoch unverletzt. In Cortina d’Ampezzo gewann sie die zweite dort ausgetragene Abfahrt. Mit dem Gewinn des darauf folgenden Super-G feierte sie am 19. Januar 2015 ihren 63. Weltcupsieg und überholte damit Annemarie Moser-Pröll als erfolgreichste Skiläuferin im Alpinen Skiweltcup. In St. Moritz folgte ein weiterer Sieg im Super-G, nachdem sie am Vortag aufgrund eines schweren Fehlers in der Abfahrt zum ersten Mal in dieser Saison als 23. nicht unter die Top zehn hatte fahren können.
Die Alpinen Skiweltmeisterschaften 2015 in Vail/Beaver Creek verlief für Vonn nicht sonderlich zufriedenstellend. Einzig im Auftaktrennen konnte sie sich als Lokalmatadorin die Bronzemedaille im Super-G sichern. Bei der WM-Abfahrt konnte sie dem Druck und den Erwartungen nicht standhalten und fuhr auf den fünften Rang. Auch in den technischen Disziplinen konnte Vonn nicht überzeugen: Bei der Alpinen Kombination schied sie – nach Rang sieben in der Abfahrt – wie schon bei den vergangenen Großevents (Olympische Winterspiele 2010, WM 2007 und WM 2009) im Slalom aus. In ihrem letzten Wettbewerb, dem WM-Riesentorlauf, gelang ihr nach einem verpatzten ersten Durchgang noch eine Aufholjagd von Platz 27 auf 14.
Zurück im Weltcup, folgte eine Durststrecke, bis Vonn weitere Siege gelangen. In Maribor stürzte sie beim Riesentorlauf in die Fangnetze, blieb aber erneut unverletzt. Beim Super-G in Bansko schaffte sie es aufs Podest, bei der Abfahrt in Garmisch-Partenkirchen reichte es für den siebten Platz. Den ersten Sieg nach der Durststrecke konnte sie beim Super-G ebenda einfahren. Vonn brillierte beim Finale in Méribel mit dem Doppelsieg in Abfahrt und Super-G und sicherte sich dadurch beide Kugeln in den Speed-Disziplinen. Beim abschließenden Riesentorlauf gelang ihr der fünfte Platz, was ihr einerseits den dritten Rang im Gesamtweltcup bescherte, andererseits das beste Riesentorlauf-Ergebnis seit ihrem Sieg in Maribor vor zwei Jahren war.

### Saison der Verletzungen und Einstellung weiterer Rekorde
Während ihres Sommertrainings in Neuseeland für die kommende Saison verletzte Vonn sich erneut und musste das Camp abbrechen. Es wurde ein Knöchelbruch diagnostiziert, der eine zehnwöchige Pause bedeutete, ehe sie zwei Tage vor dem Weltcupauftakt in Sölden zum ersten Mal wieder auf Skiern stand. Aufgrund der geringen Rennpraxis und der eisigen Piste entschloss sich Vonn, erst beim Riesentorlauf in Aspen in die Saison einzusteigen. Dort schied sie dann aus. Obwohl sie wegen eines Hundebisses eine weitere Verletzung abseits der Piste erlitt, fuhr sie in Lake Louise bei beiden Abfahrten auf den ersten Platz. Auch den Super-G am dritten Renntag gewann sie. Damit schaffte sie das dritte Speed-Triple in Kanada und ihren insgesamt 18. Weltcup-Erfolge in Lake Louise.

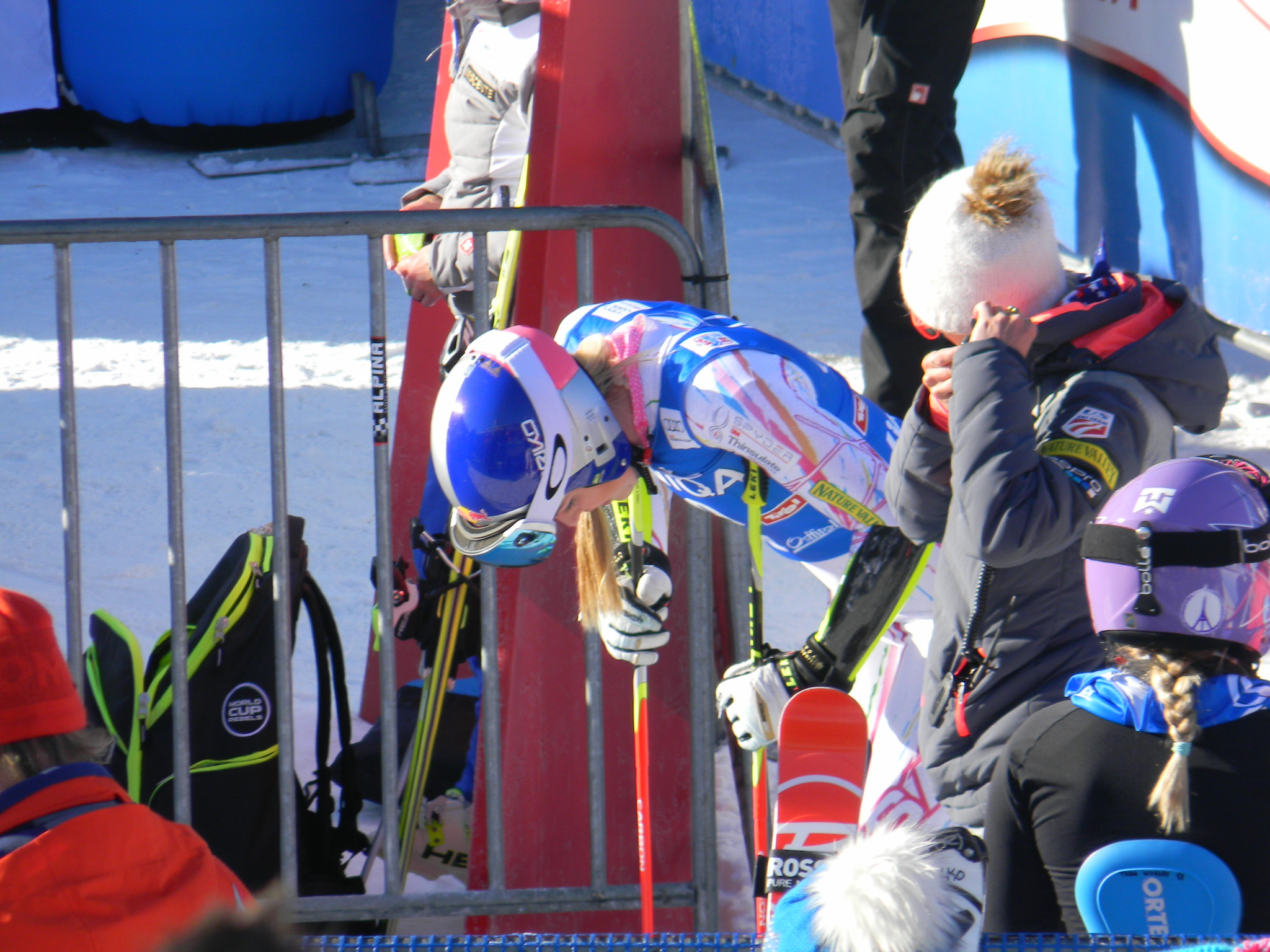
Vonn nach dem Riesentorlauf in Lienz im Dezember 2015, wo sie ausschied

Am 12. Dezember 2015 gewann Vonn in Åre erstmals seit ihrer Verletzung wieder einen Riesenslalom. Bei der Sprintabfahrt (Rennen in zwei Durchgängen) in Zauchensee gewann sie ihre 36. Abfahrt und zog mit dem Rekord von Annemarie Moser-Pröll gleich. Am 23. Januar 2016 überholte Vonn diese mit ihrem Sieg in der Weltcup-Abfahrt von Cortina d’Ampezzo. Am folgenden Tag gewann sie auch den Super-G am selben Ort und feierte damit ihren 75. Weltcupsieg und ihren achten Saisonsieg. Auch bei der Abfahrt in Garmisch-Partenkirchen war Vonn nicht zu schlagen, sie siegte mit 1,51 Sekunden Vorsprung auf Fabienne Suter. Den Super-G dort beendete sie auf Platz drei; damit ist sie auch die Skirennläuferin, die in dieser Disziplin am häufigsten auf dem Podest gestanden hat. Mit dem Gewinn des Abfahrtsweltcups am 20. Februar 2016 im italienischen La Thuile sicherte sich Vonn – trotz Sturz am Vortag – ihre 20. Kristallkugel (4 × Gesamtweltcup/16 × Disziplinweltcup) und übertraf damit die bisherige Rekordmarke von Ingemar Stenmark (3/16). In Soldeu in der Woche darauf stürzte sie erneut; bei schwierigen Wetterverhältnissen kam sie nach einem Sprung in den weichen Schnee und zog sich einen Bruch des Schienbeinkopfs zu. Trotzdem ging sie tags darauf bei der Super-Kombination an den Start, wo sie nach einer Führung im Super-G den 13. Platz belegte.
Am 2. März 2016 gab Vonn als Gesamtweltcup-Führende bekannt, dass sie die Saison vorzeitig beende. Genauere Untersuchungen in Barcelona hätten ergaben, dass sie bei ihrem Sturz insgesamt drei Frakturen am linken Schienbeinkopf erlitten habe und weitere Starts ein zu hohes Risiko für ihre Gesundheit darstellten. Ihr Fokus sei auf die Alpinen Skiweltmeisterschaften 2017 in St. Moritz und die Olympischen Winterspiele 2018 in Pyeongchang gerichtet.

### Comeback-Saison, WM-Medaille, Stürze

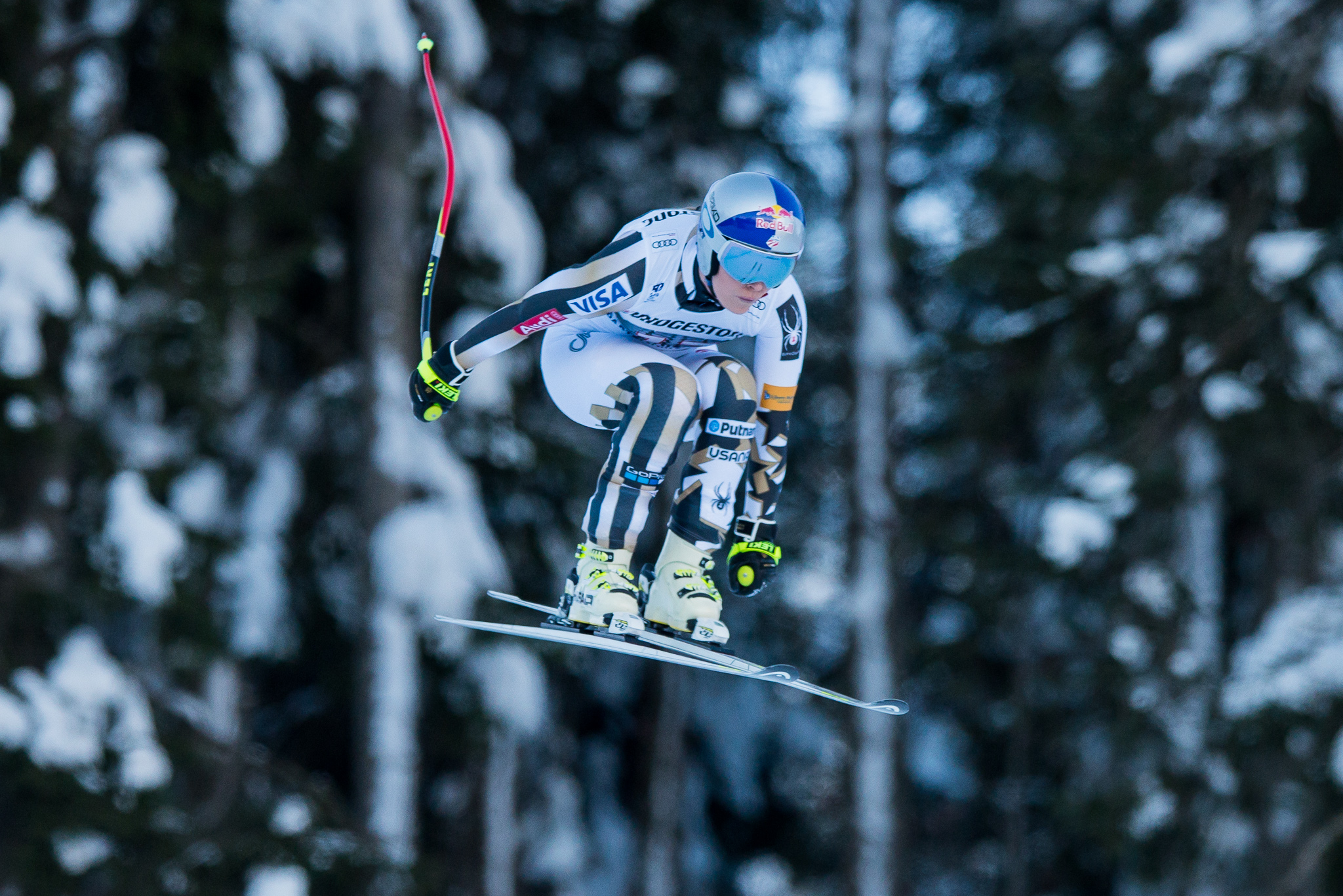
Vonn auf dem Weg zum Sieg bei der Abfahrt in Garmisch-Partenkirchen, 2017

Im Sommer vollzog Vonn ein mehrwöchiges Ski-Champ in Chile, um sich auf die Saison – in der sie ausschließlich in der Abfahrt und im Super-G an den Start ging – vorzubereiten. Bei der Saisoneröffnung in Sölden fehlte Vonn allerdings, weil sie ihre Promotiontour ihres Buches Strong is the new Beautiful durch die gesamte USA vorzog. Ursprünglich war geplant, dass sie bei den Speedrennen in Lake Louise wieder einsteigt. Dieses Ziel war aufgrund ihrer erneuten Verletzung (sie zog sich im November beim Training in Copper Mountain einen Oberarmbruch und eine markante Beschädigung des Nervenfeldes im rechten Arm zu), welche sie via Facebook publik gemacht hat, nicht zu erreichen. Ihr erstes Rennen der Saison bestritt sie nun bei der Abfahrt in Zauchensee, wo sie den 13. Platz belegte. Eine Woche später gewann sie bei der Abfahrt in Garmisch-Partenkirchen ihr erstes Rennen nach dem Comeback, bei ihrem ersten Super-G-Rennen der Saison schaffte sie es als Neunte auf Anhieb in die Top Ten. In der Abfahrt in Cortina d’Ampezzo schied sie aus, blieb aber unverletzt. Tags darauf erreichte sie beim Super-G Rang 12.
Bei den Alpinen Skiweltmeisterschaften 2017 in St. Moritz schied sie im Super-G aus, bei der Kombination erreichte sie den 5. Rang und gewann die Bronzemedaille in der Abfahrt, womit sie mit 32 Jahren und 117 Tagen die älteste Medaillengewinnerin bei Alpin-Skiweltmeisterschaften wurde. Wieder zurück im Weltcup, fuhr sie in der Abfahrt und im Super-G bei der Olympia-Generalprobe in Jeongseon jeweils den zweiten Platz ein. Auch im Saisonfinale in Aspen gelang ihr kein Sieg mehr, womit sie mit nur einem Rennsieg die Saison abschloss, was bei ihr zuletzt 2005 der Fall gewesen war, als sie ihren ersten Weltcupsieg gefeiert hatte. Vonn zeigte aufgrund des geringen Trainings und der Verletzung markante Schwächen im Super-G, wo sie bei sieben Rennen drei Mal stürzte und einmal nicht startete.
Vonn kündigte an, ihre Karriere bis mindestens 2019 fortzusetzen, um sich zuerst auf die Olympischen Winterspiele 2018 und dann auf den Allzeitrekord der meisten Weltcupsiege von Ingemar Stenmark zu konzentrieren.

### Weitere Weltcupsiege und Olympiabronze
Nach mehreren Verletzungspausen und eingeschränktem Training konnte Vonn erstmals wieder ihr reguläres Sommertraining in Neuseeland und Chile durchführen. Den ersten Start vollzog sie spontanerweise in Sölden, wo sie mit dem 34. Platz allerdings nicht in der Entscheidung dabei war. Ihre Pechsträhne ging ungewöhnlicherweise sogar in Lake Louise weiter, wo sie bereits 18 Mal gewinnen konnte: in der ersten Abfahrt stürzte sie, verdrehte das Knie, kam allerdings glimpflich davon. In der zweiten Abfahrt belegte sie lediglich den zwölften Platz, im Super-G stürzte sie erneut. Beim Super-G in St. Moritz belegte Vonn den 24. Platz, klagte aber im Anschluss über starke Rückenbeschwerden. Am 16. Dezember schaffte es Vonn, nach elf Monaten den ersten Sieg im Super-G in Val-d’Isère und somit ihren 78. Weltcupsieg einzufahren. In der Abfahrt gelangen ihr nach einem mäßigen Start und lediglich 36 Punkten aus den ersten 3 Rennen noch ein zweiter Platz und schließlich 4 Siege in den letzten 4 Abfahrten, wodurch sie den Kampf um die Kristallkugel noch einmal spannend machte. Da ihre Konkurrentin Sofia Goggia jedoch in den letzten 3 Rennen jeweils Zweite wurde, musste sich Vonn in diesem Duell schließlich um 3 Punkte hauchdünn geschlagen geben, auch wenn sie am Ende im Vergleich zu Goggia doppelt so viele Siege aufzuweisen hatte. Jedoch hielt Vonn nun schon bei 82 Weltcupsiegen und lag damit nur noch 4 hinter der Allzeitbestmarke von Ingemar Stenmark.
Bei den Olympischen Winterspielen 2018 in Pyeongchang gewann sie die Bronzemedaille in der Abfahrt und erreichte Platz 6 im Super-G.

### Erneute Verletzung, WM-Bronze, Rücktritt und nochmaliges Comeback
Im Oktober 2018 kündigte Lindsey Vonn ihr Karriereende nach der Saison 2018/2019 an. Nach einer erneuten Trainingsverletzung in Copper Mountain wagte sie erst nach dem Jahreswechsel in Cortina d’Ampezzo ihr Comeback. Nach einem weiten Sprung im Zielhang beim ersten Training erlitt Vonn eine Verletzung des Peroneus-Nervs, der die Schmerzen in Knie und Wade wieder größer machten. In den darauffolgenden zwei Abfahrten gelangen ihr immerhin Top-15-Resultate, im Super-G hingegen schied sie mit starken Schmerzen aus und überlegte in einem emotionalen Interview im ORF sogar ein sofortiges Karriereende. Am 1. Februar 2019 gab sie via Facebook bekannt, nach den Skiweltmeisterschaften 2019 in Åre zurückzutreten. Sie gab damit ihren Versuch auf, Ingemar Stenmarks Rekord von 86 Weltcupsiegen zu brechen. Bei ihren letzten Weltmeisterschaften trat sie im Super-G und in der Abfahrt an. Im Super-G stürzte Vonn, weil sie ein Tor zu direkt angefahren hatte, blieb jedoch unverletzt. In der anschließenden Abfahrt wurde sie hinter Ilka Štuhec und Corinne Suter Dritte und gewann so ihre achte WM-Medaille. Am 10. Februar 2019 trat sie offiziell vom Skirennsport zurück.
Im Januar 2023 startete die damals 38-Jährige vier Jahre nach ihrem Karriereende als erste Frau nachts in Kitzbühel vom Originalstart der Streif, das Video der Nachtabfahrt auf der Originalstrecke wurde über Social Media ausgespielt.
Fünfeinhalb Jahre nach ihrem Rücktritt als Rennfahrerin erhielt Vonn eine Knieprothese. Daraufhin kündigte sie am 14. November 2024 ihre Rückkehr in den alpinen Skiweltcup an. Sie startete bei der Abfahrt von Beaver Creek am 14. Dezember 2024 als Vorläuferin, ehe sie eine Woche später am 21. Dezember 2024 beim Super-G von St. Moritz ihr Comeback im Weltcup gab. Mit Rang 14 konnte sie auf Anhieb wieder Weltcuppunkte gewinnen.
Bei ihrer ersten Abfahrt nach ihrer Rückkehr in den Skiweltcup erreichte sie am 11. Januar 2025 in St. Anton den 6. Platz mit einem Rückstand von 0,58 Sekunden auf die Siegerin Federica Brignone. Am darauffolgenden Tag erreichte Vonn im Super-G den 4. Platz und musste sich nur Lauren Macuga, Stephanie Venier und Federica Brignone geschlagen geben.
Beim ersten Training für die Abfahrt in Cortina d’Ampezzo kam sie zu Sturz, blieb bis auf ein paar Schrammen jedoch unverletzt.
Am 23. März 2025 wurde sie beim Saisonfinale in Sun Valley Zweite im Super-G und erreichte damit ihren ersten Podestplatz seit dem Comeback.
Gegenüber der Nachrichtenagentur AP hat Vonn bekanntgegeben, dass sie beabsichtige bis zu den Olympischen Winterspielen im Februar 2026 in Cortina d’Ampezzo weiterzufahren, weil es sich bei der Tofana in Cortina um eine ihrer Lieblingsstrecken handle. Dort wolle sie ihre Karriere als Skirennläuferin endgültig beenden.

## Rekorde

### Bestehende Rekorde
- Mit 43 Abfahrtssiegen und 28 Super-G-Siegen ist sie in beiden Disziplinen die erfolgreichste Läuferin im Weltcup. Außerdem erzielte sie in der Abfahrt die meisten Podestplätze (66), im Super-G hat sie Renate Götschl mit ihrem dritten Platz in Garmisch-Partenkirchen am 7. Februar 2016 überholt (46).
- Vonn gehört zum kleinen Kreis von Läuferinnen, die in allen fünf Disziplinen Weltcuprennen gewonnen haben.
- Außerdem gewann sie 18 Weltcuprennen an demselben Ort (Lake Louise), was bisher unübertroffen ist. Auch bei den an einem Ort gewonnenen Abfahrten hält sie den Rekord (14 Siege in Lake Louise). Eine weitere Bestmarke sind ihre 25 Podestplätze dort. Vonn gewann in Lake Louise sieben Rennen in Folge, was ebenfalls noch niemand vor ihr geschafft hatte. Ebenfalls unerreicht sind sechs Siege im Super-G an einem Ort (Cortina d’Ampezzo).
- Vonn, Katja Seizinger, Mikaela Shiffrin und Sofia Goggia sind die bisher einzigen Athleten, die drei Rennen an drei aufeinander folgenden Tagen gewannen. Vonn gelang dies viermal (in Lake Louise 2011, 2012 und 2015 sowie in Haus im Ennstal 2010).
- Mit insgesamt 20 gewonnenen Kristallkugeln hält sie den Rekord bei den Frauen (4 × Gesamtweltcup, 16 × Disziplinenwertung).
- Vonn hat geschlechterübergreifend am meisten Disziplinenwertungen im Weltcup gewonnen (16). Es folgen Ingemar Stenmark mit 15, bei den Frauen Vreni Schneider und Mikaela Shiffrin mit jeweils elf.
- In der Saison 2009/2010 gewann sie als erste Skirennläuferin vier der sechs Kristallkugeln. 2011/2012 wiederholte sie diesen Erfolg, der bisher von Tina Maze in der Saison 2012/2013 und Mikaela Shiffrin (2018/19) egalisiert wurde.
- In der Abfahrt gelang es Vonn als bisher einziger Athletin, einen Disziplinenweltcup sechs Mal in Folge zu gewinnen (von 2008 bis 2013). Bemerkenswert ist, dass Vonn 2013 den Abfahrtsweltcup gewann, obwohl sie verletzungsbedingt an den letzten drei Rennen nicht mehr teilnehmen konnte. Zugute kam ihr hier, dass die letzte Saisonabfahrt witterungsbedingt abgesagt werden musste, sodass Vonn am Ende einen Punkt Vorsprung auf Tina Maze hatte. Am Ende des Weltcupwinters 2015 holte sie zum siebten Mal die Abfahrtskugel, was vor ihr nur Annemarie Moser-Pröll geschafft hatte. In der Saison 2015/2016 gewann Vonn zum achten Mal den Abfahrtsweltcup und kürte sich damit auch in dieser Kategorie zur alleinigen Rekordhalterin.
- Schließlich ist Vonn die einzige, der es gelungen ist, in fünf Saisons jeweils die Abfahrts- und die Super-G-Kugel zu gewinnen und damit das sogenannte Speed-Double zu schaffen.
- Vonn ist die älteste Skifahrerin, die einen Podestplatz herausgefahren hat. Am 23. März 2025 fuhr sie beim Super-G in Sun Valley im Alter von 40 Jahren auf den 2. Platz. Zuvor hatte Alexandra Meissnitzer den Rekord gehalten, die bei ihrem 3. Platz im Super-G von Bormio in der Saison 2007/08 34 Jahre, 8 Monate und 25 Tage alt war.[60]

### Ehemalige Rekorde
- Vom 19. Januar 2015 bis zum 24. Januar 2023 hielt Vonn den Rekord für die meisten Weltcupsiege. Bis zum 8. Januar 2023 war sie alleinige Rekordhalterin. Mit 82 Weltcupsiegen ist sie hinter Mikaela Shiffrin die aktuell zweiterfolgreichste Skifahrerin im Weltcup.
- Lindsey Vonn hielt den Rekord für die meisten Podiumsplatzierungen im Weltcup (137). Sie hatte am 4. Dezember 2015 den Rekord von Annemarie Moser-Pröll (114) eingestellt und diese am Tag darauf überholt. Ihr eigener Rekord wurde am 19. März 2023 von Mikaela Shiffrin übertroffen.
- Mit fünf Siegen im Super-G-Weltcup hielt sie von 2015 bis 2025 zusammen mit Katja Seizinger und ab 2024 Lara Gut-Behrami den Rekord. Ende der Saison 2024/25 wurde er von Lara Gut-Behrami übertroffen.

## Erfolge

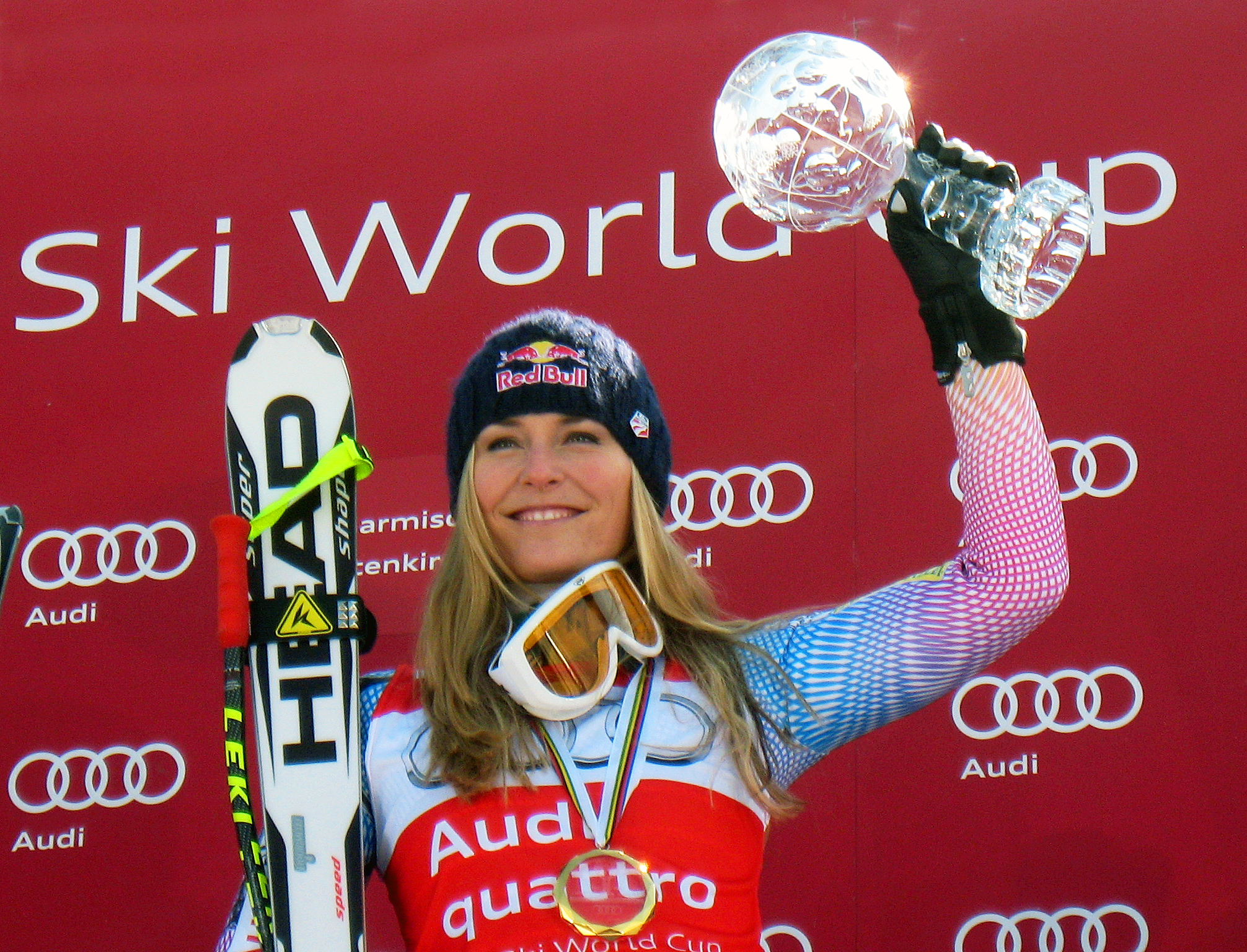
Lindsey Vonn mit der Kristallkugel für den Gewinn des Abfahrtsweltcups 2010

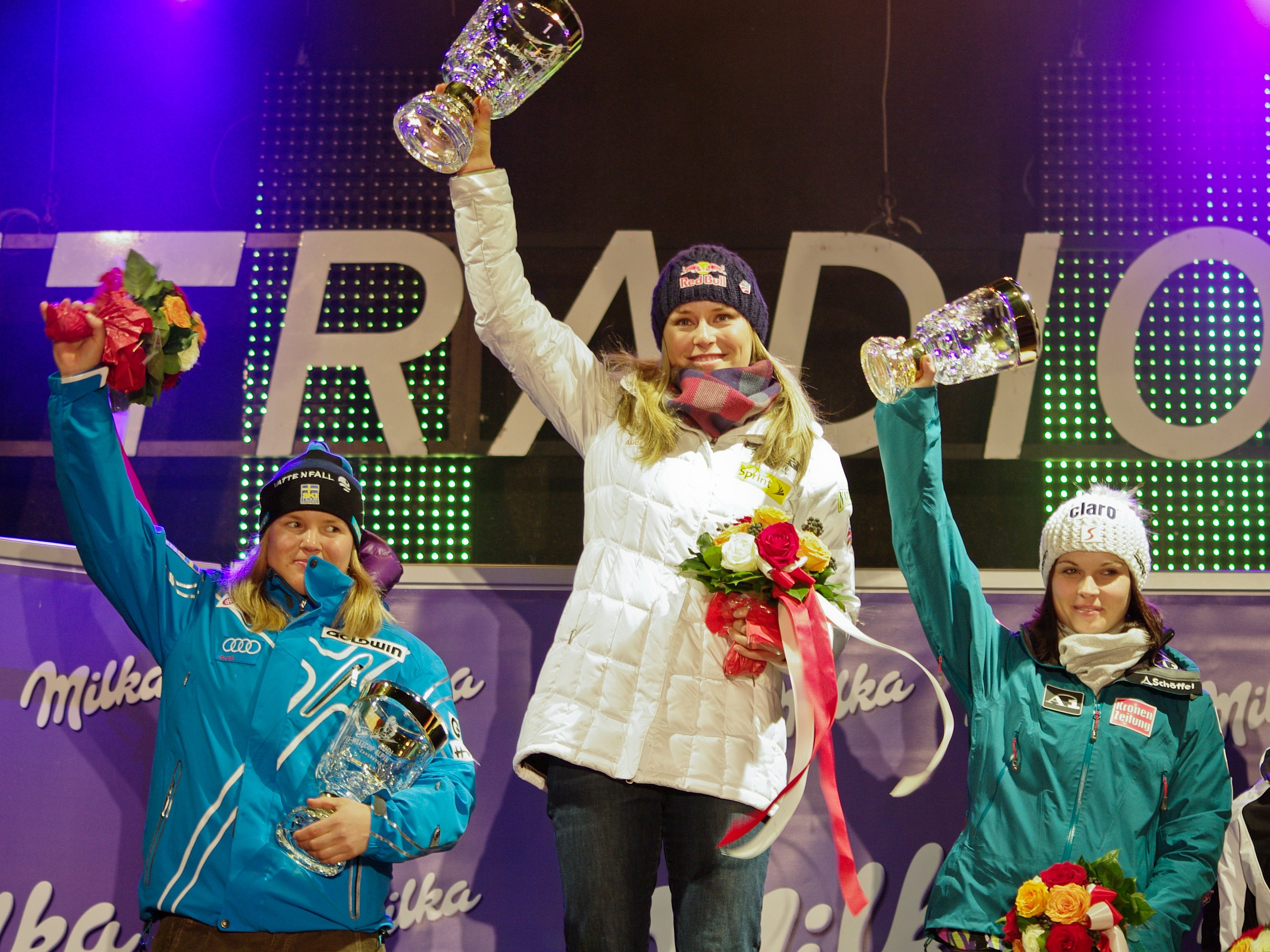
Siegerehrung der Weltcupabfahrt in Zauchensee am 8. Januar 2011: Anja Pärson (links), Lindsey Vonn (Mitte), Anna Fenninger (rechts)

### Olympische Winterspiele
- Salt Lake City 2002: 6. Kombination, 32. Slalom
- Turin 2006: 7. Super-G, 8. Abfahrt, 14. Slalom
- Vancouver 2010: 1. Abfahrt, 3. Super-G
- Pyeongchang 2018: 3. Abfahrt, 6. Super-G

### Weltmeisterschaften
- Santa Caterina 2005: 4. Abfahrt, 4. Kombination, 9. Super-G
- Åre 2007: 2. Abfahrt, 2. Super-G
- Val-d’Isère 2009: 1. Abfahrt, 1. Super-G
- Garmisch-Partenkirchen 2011: 2. Abfahrt, 7. Super-G
- Vail/Beaver Creek 2015: 3. Super-G, 5. Abfahrt, 14. Riesenslalom
- St. Moritz 2017: 3. Abfahrt, 5. Kombination
- Åre 2019: 3. Abfahrt
- Saalbach-Hinterglemm 2025: 15. Abfahrt, 16. Team-Kombination

### Weltcupwertungen
Vonn gewann viermal den Gesamtweltcup und 16 Mal eine Disziplinenwertung:
| Saison  | Gesamt | Gesamt | Abfahrt | Abfahrt | Super-G | Super-G | Riesenslalom | Riesenslalom | Slalom | Slalom | Kombination | Kombination | CityEvent | CityEvent |
| Saison  | Platz  | Punkte | Platz   | Punkte  | Platz   | Punkte  | Platz        | Punkte       | Platz  | Punkte | Platz       | Punkte      | Platz     | Punkte    |
| ------- | ------ | ------ | ------- | ------- | ------- | ------- | ------------ | ------------ | ------ | ------ | ----------- | ----------- | --------- | --------- |
| 2001/02 | 93.    | 27     | 41.     | 15      | 35.     | 12      | –            | –            | –      | –      | –           | –           | –         | –         |
| 2002/03 | 118.   | 3      | 47.     | 3       | –       | –       | –            | –            | –      | –      | –           | –           | –         | –         |
| 2003/04 | 30.    | 265    | 14.     | 158     | 20.     | 62      | 45.          | 13           | 38.    | 32     | –           | –           | –         | –         |
| 2004/05 | 6.     | 914    | 5.      | 384     | 3.      | 396     | 35.          | 29           | 28.    | 60     | 5.          | 45          | –         | –         |
| 2005/06 | 5.     | 1067   | 2.      | 410     | 4.      | 326     | 49.          | 7            | 9.     | 214    | 3.          | 110         | –         | –         |
| 2006/07 | 6.     | 808    | 3.      | 390     | 3.      | 310     | –            | –            | 37.    | 28     | 7.          | 80          | –         | –         |
| 2007/08 | 1.     | 1403   | 1.      | 755     | 6.      | 262     | 13.          | 140          | 32.    | 46     | 2.          | 200         | –         | –         |
| 2008/09 | 1.     | 1788   | 1.      | 502     | 1.      | 461     | 8.           | 205          | 3.     | 440    | 2.          | 180         | –         | –         |
| 2009/10 | 1.     | 1671   | 1.      | 725     | 1.      | 620     | 28.          | 41           | 14.    | 125    | 1.          | 160         | –         | –         |
| 2010/11 | 2.     | 1725   | 1.      | 650     | 1.      | 560     | 12.          | 158          | 19.    | 107    | 1.          | 220         | 5.        | 30        |
| 2011/12 | 1.     | 1980   | 1.      | 690     | 1.      | 453     | 2.           | 455          | 20.    | 142    | 1.          | 180         | 3.        | 60        |
| 2012/13 | 8.     | 740    | 1.      | 340     | 4.      | 286     | 20.          | 114          | –      | –      | –           | –           | –         | –         |
| 2013/14 | 68.    | 69     | 36.     | 24      | 25.     | 45      | –            | –            | –      | –      | –           | –           | –         | –         |
| 2014/15 | 3.     | 1087   | 1.      | 502     | 1.      | 540     | 29.          | 45           | –      | –      | –           | –           | –         | –         |
| 2015/16 | 2.     | 1235   | 1.      | 580     | 3.      | 420     | 18.          | 120          | 43.    | 15     | 5.          | 100         | –         | –         |
| 2016/17 | 19.    | 411    | 4.      | 280     | 12.     | 131     | –            | –            | –      | –      | –           | –           | –         | –         |
| 2017/18 | 10.    | 792    | 2.      | 506     | 9.      | 236     | –            | –            | –      | –      | 10.         | 50          | –         | –         |
| 2018/19 | 83.    | 45     | 32.     | 45      | –       | –       | –            | –            | –      | –      | –           | –           | –         | –         |
| 2024/25 | 29.    | 289    | 19.     | 86      | 13.     | 203     | –            | –            | –      | –      | –           | –           | –         | –         |

### Weltcupsiege
- 82 Weltcupsiege in Einzelrennen (43 × Abfahrt, 28 × Super-G, 5 × Super-Kombination, 2 × Slalom, 4 × Riesenslalom)
- 138 Podestplätze in Einzelrennen (66 × Abfahrt, 47 × Super-G, 13 × Super-Kombination, 5 × Slalom, 6 × Riesenslalom, 1 × City Event)
- 1 Podestplatz bei Mannschaftswettbewerben

| Datum             | Ort                    | Land        |
| ----------------- | ---------------------- | ----------- |
| 3. Dezember 2004  | Lake Louise            | Kanada      |
| 3. Dezember 2005  | Lake Louise            | Kanada      |
| 17. Dezember 2005 | Val-d’Isère            | Frankreich  |
| 2. Dezember 2006  | Lake Louise            | Kanada      |
| 20. Dezember 2006 | Val-d’Isère            | Frankreich  |
| 1. Dezember 2007  | Lake Louise            | Kanada      |
| 21. Dezember 2007 | St. Anton              | Österreich  |
| 19. Januar 2008   | Cortina d’Ampezzo      | Italien     |
| 9. Februar 2008   | Sestriere              | Italien     |
| 8. März 2008      | Crans-Montana          | Schweiz     |
| 5. Dezember 2008  | Lake Louise            | Kanada      |
| 11. März 2009     | Åre                    | Schweden    |
| 4. Dezember 2009  | Lake Louise            | Kanada      |
| 5. Dezember 2009  | Lake Louise            | Kanada      |
| 8. Januar 2010    | Haus im Ennstal        | Österreich  |
| 9. Januar 2010    | Haus im Ennstal        | Österreich  |
| 23. Januar 2010   | Cortina d’Ampezzo      | Italien     |
| 6. März 2010      | Crans-Montana          | Schweiz     |
| 18. Dezember 2010 | Val-d’Isère            | Frankreich  |
| 8. Januar 2011    | Zauchensee             | Österreich  |
| 26. Februar 2011  | Åre                    | Schweden    |
| 2. Dezember 2011  | Lake Louise            | Kanada      |
| 3. Dezember 2011  | Lake Louise            | Kanada      |
| 28. Januar 2012   | St. Moritz             | Schweiz     |
| 4. Februar 2012   | Garmisch-Partenkirchen | Deutschland |
| 14. März 2012     | Schladming             | Österreich  |
| 30. November 2012 | Lake Louise            | Kanada      |
| 1. Dezember 2012  | Lake Louise            | Kanada      |
| 19. Januar 2013   | Cortina d’Ampezzo      | Italien     |
| 6. Dezember 2014  | Lake Louise            | Kanada      |
| 20. Dezember 2014 | Val-d’Isère            | Frankreich  |
| 18. Januar 2015   | Cortina d’Ampezzo      | Italien     |
| 18. März 2015     | Méribel                | Frankreich  |
| 4. Dezember 2015  | Lake Louise            | Kanada      |
| 5. Dezember 2015  | Lake Louise            | Kanada      |
| 9. Januar 2016 *  | Zauchensee             | Österreich  |
| 23. Januar 2016   | Cortina d’Ampezzo      | Italien     |
| 6. Februar 2016   | Garmisch-Partenkirchen | Deutschland |
| 21. Januar 2017   | Garmisch-Partenkirchen | Deutschland |
| 20. Januar 2018   | Cortina d’Ampezzo      | Italien     |
| 3. Februar 2018   | Garmisch-Partenkirchen | Deutschland |
| 4. Februar 2018   | Garmisch-Partenkirchen | Deutschland |
| 14. März 2018     | Åre                    | Schweden    |

| Datum             | Ort                    | Land        |
| ----------------- | ---------------------- | ----------- |
| 15. November 2008 | Levi                   | Finnland    |
| 30. Januar 2009   | Garmisch-Partenkirchen | Deutschland |

| Datum             | Ort                    | Land        |
| ----------------- | ---------------------- | ----------- |
| 3. März 2006 *    | Hafjell                | Norwegen    |
| 28. Januar 2007   | San Sicario            | Italien     |
| 1. Februar 2009   | Garmisch-Partenkirchen | Deutschland |
| 22. Februar 2009  | Tarvisio               | Italien     |
| 1. März 2009      | Bansko                 | Bulgarien   |
| 12. März 2009     | Åre                    | Schweden    |
| 10. Januar 2010   | Haus im Ennstal        | Österreich  |
| 22. Januar 2010   | Cortina d’Ampezzo      | Italien     |
| 31. Januar 2010   | St. Moritz             | Schweiz     |
| 12. März 2010     | Garmisch-Partenkirchen | Deutschland |
| 5. Dezember 2010  | Lake Louise            | Kanada      |
| 21. Januar 2011   | Cortina d’Ampezzo      | Italien     |
| 23. Januar 2011   | Cortina d’Ampezzo      | Italien     |
| 6. März 2011      | Tarvis                 | Italien     |
| 4. Dezember 2011  | Lake Louise            | Kanada      |
| 7. Dezember 2011  | Beaver Creek           | USA         |
| 15. Januar 2012   | Cortina d’Ampezzo      | Italien     |
| 26. Februar 2012  | Bansko                 | Bulgarien   |
| 2. Dezember 2012  | Lake Louise            | Kanada      |
| 8. Dezember 2012  | St. Moritz             | Schweiz     |
| 19. Januar 2015   | Cortina d’Ampezzo      | Italien     |
| 25. Januar 2015   | St. Moritz             | Schweiz     |
| 8. März 2015      | Garmisch-Partenkirchen | Deutschland |
| 19. März 2015     | Méribel                | Frankreich  |
| 6. Dezember 2015  | Lake Louise            | Kanada      |
| 10. Januar 2016   | Zauchensee             | Österreich  |
| 24. Januar 2016   | Cortina d’Ampezzo      | Italien     |
| 16. Dezember 2017 | Val-d’Isère            | Frankreich  |

| Datum             | Ort     | Land       |
| ----------------- | ------- | ---------- |
| 22. Oktober 2011  | Sölden  | Österreich |
| 9. März 2012      | Åre     | Schweden   |
| 26. Januar 2013   | Maribor | Slowenien  |
| 12. Dezember 2015 | Åre     | Schweden   |

| Datum             | Ort         | Land       |
| ----------------- | ----------- | ---------- |
| 22. Dezember 2007 | St. Anton   | Österreich |
| 17. Januar 2009   | Zauchensee  | Österreich |
| 18. Dezember 2009 | Val-d’Isère | Frankreich |
| 19. Dezember 2010 | Val-d’Isère | Frankreich |
| 27. Januar 2012   | St. Moritz  | Schweiz    |

### Nor-Am Cup

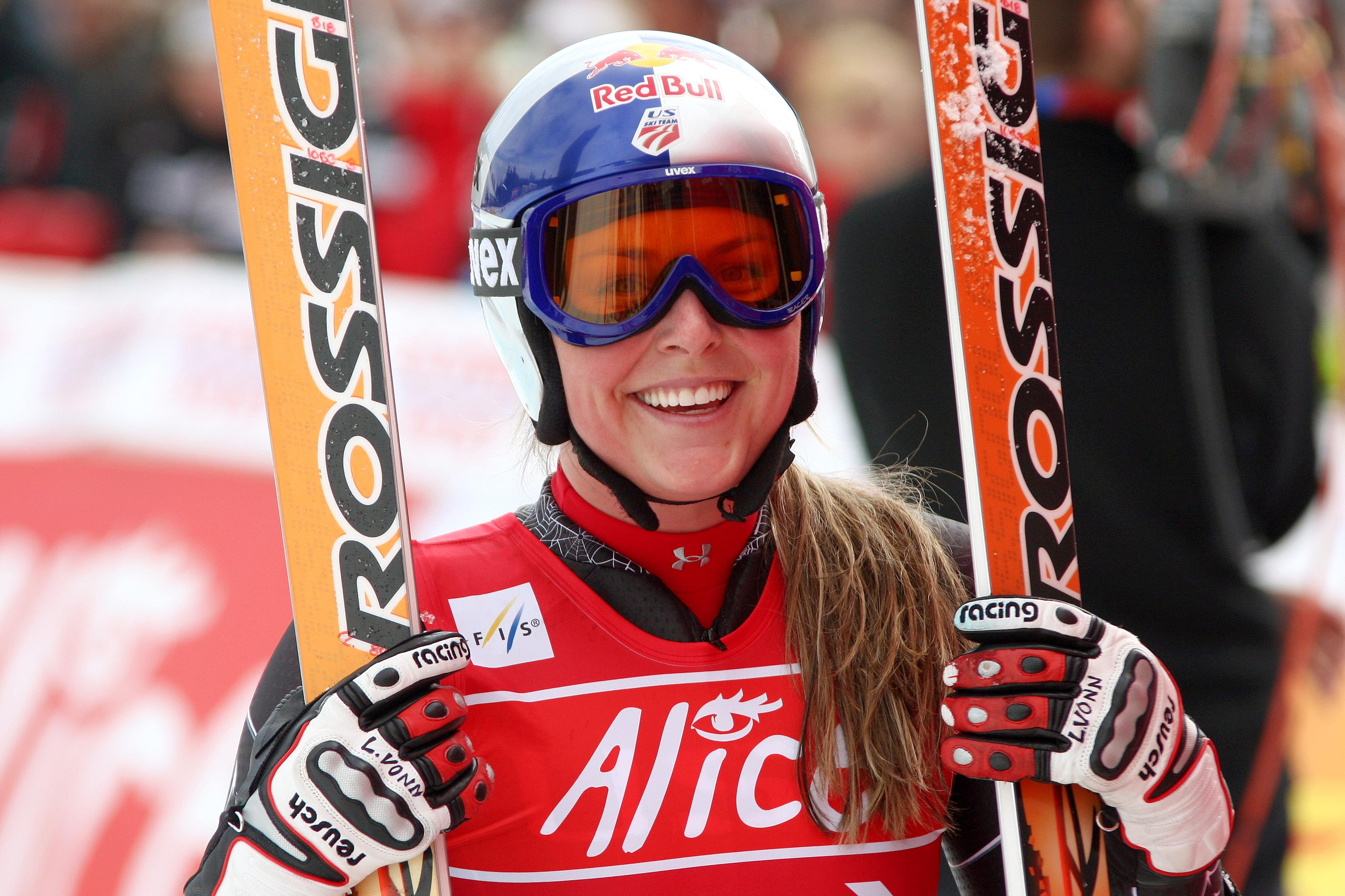
Lindsey Vonn in Crans-Montana, März 2008

- Saison 1999/00: 5. Gesamtwertung, 2. Abfahrtswertung, 5. Slalomwertung
- Saison 2000/01: 2. Super-G-Wertung
- Saison 2002/03: 10. Gesamtwertung, 2. Slalomwertung, 6. Riesenslalomwertung
- 9 Podestplätze, darunter 3 Siege

### Juniorenweltmeisterschaften
- Québec 2000: 14. Abfahrt, 28. Riesenslalom
- Verbier 2001: 5. Slalom, 28. Super-G, 29. Riesenslalom
- Tarvisio 2002: 6. Super-G, 11. Riesenslalom
- Briançonnais 2003: 2. Abfahrt, 22. Slalom
- Maribor 2004: 2. Abfahrt, 3. Riesenslalom, 4. Super-G, 4. Kombination, 32. Slalom

### Weitere Erfolge
- 4 US-amerikanische Meistertitel (Super-G 2004; Slalom 2004, 2008 und 2009)
- 1 Podestplatz im Europacup
- 8 Siege in FIS-Rennen (4 × Riesenslalom, 4 × Slalom)

## Auszeichnungen
- Weltsportlerin des Jahres: 2011
- Laureus Spirit of Sport Award: 2019
- Sportlerin des Jahres (USOC): 2009, 2010
- Sportlerin des Jahres (Associated Press): 2010
- Skieur d’Or: 2009
- Weltsportlerin des Jahres (La Gazzetta dello Sport): 2010, 2012

## Persönliches
Während der Rennsaison in Europa lebte Vonn, wie das übrige US-Skiteam, in Österreich (bis 2009 in Kirchberg, bis 2011 in Kaprun und danach in Sölden). Nachdem sie 2005 in Val-d’Isère eine Weltcupabfahrt gewonnen hatte, verzichtete sie auf das übliche Preisgeld und entschied sich stattdessen für eine Kuh, die von einem lokalen Sponsor angeboten worden war. Die Kuh erhielt den Namen Olympe und weidet seither unweit der ehemaligen Teambasis in Kirchberg. Auch 2014 gewann sie beim Abfahrtssieg in Val-d’Isère eine Kuh; dieses Mal wurde diese Winnie genannt, eine Hommage an ihre Physiotherapeutin Lindsay Winninger. Die Kuh weidet in Sölden.
Aufgrund der langen Aufenthalte in Österreich, der von ihrem Hauptsponsor Red Bull zur Verfügung gestellten, mehrheitlich österreichischen Betreuer und eines Sprachlehrers spricht Vonn fließend Deutsch. Sie ist ein Fan des Schweizer Tennisspielers Roger Federer und bezeichnet ihn als ihr großes Vorbild.
Im Mai 2010 spielte sie in der letzten Folge der TV-Serie Law & Order eine Nebenrolle und stellte dabei die Büroangestellte einer Lehrergewerkschaft dar. Des Weiteren war Vonn Anfang 2015 im TV zu sehen, als der amerikanische TV-Sender NBC eine Dokumentation namens Lindsey Vonn: The Climb ausstrahlte, die den Heilungsverlauf der zwei Verletzungsjahre (2013, 2014) und das erfolgreiche Comeback zeigte.
Im April 2012 berichteten mehrere Medien, dass Vonn Steuerschulden in der Höhe von 1,7 Millionen US-Dollar (umgerechnet 1,3 Millionen Euro) habe, bezogen auf Einkünfte aus dem Jahr 2010.
Nachdem sich Lindsey und Thomas Vonn bereits im November 2011 getrennt hatten, wurde die Scheidung im Januar 2013 vollzogen. Mitte März desselben Jahres gab sie auf ihrem Facebook-Account bekannt, dass sie seit mehreren Monaten mit dem Profigolfer Tiger Woods zusammen sei. Am 3. Mai 2015 gab Vonn auf ihrer Facebookseite bekannt, dass sie und Woods sich getrennt hätten. Von 2016 bis 2017 war sie mit dem ehemaligen Footballer Kenan Smith liiert.
Im Oktober 2016 erschien Vonns selbstverfasster Fitness-Motivationsratgeber Strong Is the New Beautiful.
Ab März 2018 war Vonn in einer Beziehung mit dem Eishockeyspieler P. K. Subban. Sie gaben im August 2019 ihre Verlobung bekannt. Im Dezember 2020 gaben sie ihre Trennung bekannt.